# Acropora globiceps
Acropora globiceps е вид корал от семейство Acroporidae. Видът е световно застрашен, със статут Уязвим.

## Разпространение
Среща се във водите около Австралия, Американска Самоа, Вануату, Виетнам, Гуам, Индонезия, Кирибати, Малайзия, Малки далечни острови на САЩ, Маршалови острови, Микронезия, Науру, Ниуе, Острови Кук, Палау, Папуа Нова Гвинея, Питкерн, Самоа, Северни Мариански острови, Сингапур, Соломонови острови, Тайланд, Токелау, Тонга, Тувалу, Уолис и Футуна, Фиджи, Филипини, Френска Полинезия и Япония.